# 733
733(칠백삼십삼)은 732보다 크고 734보다 작은 자연수다.

## 수학
- 130번째 소수(素數)다. 앞의 소수는 727, 다음 소수는 739다.
- 피타고라스 삼조의 빗변의 길이이다. ({\displaystyle 108^{2}+725^{2}=733^{2}})[a]
- {\displaystyle 733=137+139+149+151+157}
  - 연속하는 소수(素數) 5개의 합으로 나타낼 수 있으며, 이 성질을 지닌 앞의 수는 707, 다음 수는 759다.
- {\displaystyle 733=2^{2}+27^{2}}

## 과학
- NGC 733: 삼각형자리 방향에 있는 항성.
- 733 모치아(영어판): 소행성.

## 교통

### 항공
- 아시아나항공 733편 추락 사고

### 철도
- JR 홋카이도 733계 전동차(일본어판)
- 서울 지하철 7호선 반포역의 역번호.

### 도로
- 733번 지방도: 전북특별자치도 고창군 상하면에서 아산면까지 이어지는 대한민국의 지방도.
- 현도 제733호선

## 군사
- 733 해군 항공대(영어판): 과거 존재한 영국의 해군 항공대.
- U-733(영어판): 제2차 세계 대전에 사용된 나치 독일의 군용 잠수함.

## 문화유산
- 대한민국의 보물 제733호: 헌종가례진하도 병풍

## 기타
- 연도: 733년, 기원전 733년